# Cilegon
Cilegon este un oraș din Indonezia.